# Pteroptrix dimidiata
Pteroptrix dimidiata är en stekelart som beskrevs av John Obadiah Westwood 1833. Pteroptrix dimidiata ingår i släktet Pteroptrix och familjen växtlussteklar. Inga underarter finns listade i Catalogue of Life.